# Коричневый пересмешник
Кори́чневый пересме́шник (лат. Toxostoma rufum) — североамериканская певчая птица семейства пересмешниковых.

## Описание
Длина тела коричневого пересмешника 29 см. Оперение сверху окрашено в красно-коричневый цвет, низ белый с коричневыми полосками. У птицы 2 белых полосы на крыльях и длинный хвост с белыми внешними перьями. Длинный клюв загнут немного вниз.

## Местообитание
Обитает на юге Канады и в центральных и восточных районах США в лесных регионах, кустарнике, живых изгородях и садах. Северные популяции мигрируют зимой на юг.

## Питание
Робкая птица ищет на земле среди листьев насекомых, дождевых червей и иногда также ящериц. Орехи, семена и ягоды дополняют её рацион.

## Размножение
В чашеобразном гнезде из веток, выстланном более тонким материалом из растений, в густом кустарнике или в гуще ветвей обе родительских птицы высиживают попеременно от 2 до 6 яиц примерно 2 недели. Только на девятый день молодые птицы становятся самостоятельными. Птицы защищают свои гнёзда агрессивно и атакуют также собак и людей, иногда даже настолько сильно, что течёт кровь. Птицы гнездятся обычно два, редко три раза в год.

## Разное
Коричневый пересмешник является официальным символом американского штата Джорджия. Птица дала название хоккейному клубу из американского города Атланта Атланта Трэшерз («Пересмешники Атланты»).